# As Neves (La Coruña)
As Neves es un lugar español ubicado en la parroquia y municipio de Capela, provincia de La Coruña, Galicia.

## Demografía
La siguiente gráfica muestra una evolución de la población de As Neves entre 2010 y 2020:
| Gráfica de evolución demográfica de As Neves entre 2010 y 2020 |
|                                                                |
| Datos según el nomenclátor publicado por el INE.               |